# Anisia palposa
Anisia palposa är en tvåvingeart som beskrevs av Wulp 1890. Anisia palposa ingår i släktet Anisia och familjen parasitflugor. Inga underarter finns listade i Catalogue of Life.